# Collobrières
Collobrières is een gemeente in het Franse departement Var (regio Provence-Alpes-Côte d'Azur) en telt 1639 inwoners (2004). De plaats maakt deel uit van het arrondissement Toulon.
De gemeente is een van de acht gemeenten met de titel village de caractère du Var en ligt in het Massif des Maures. Het dorp kende een bloeitijd in de 19e eeuw toen er 17 fabrieken van kurken gevestigd waren. In 1875 werd de bouwvallige kerk van Saint-Pons (16e eeuw) vervangen door de kerk Notre-Dame-des-Victoires. Ook werd er in 2008 de Franse frank weer gebruikt als betaalmiddel om aan te tonen hoe snel de voormalige prijzen zijn gestegen, en om het toerisme te stimuleren.

## Geografie
De oppervlakte van Collobrières bedraagt 110,4 km², de bevolkingsdichtheid is 14,8 inwoners per km².
De onderstaande kaart toont de ligging van Collobrières met de belangrijkste infrastructuur en aangrenzende gemeenten.

## Demografie
Onderstaande figuur toont het verloop van het inwonertal (bron: INSEE-tellingen).